# Óscar Jiménez Fabela
Óscar Jiménez Fabela (Chihuahua, 12 de octubre de 1988) es un futbolista mexicano que juega como portero y actualmente milita en el Club León de la Primera División de México.

## Vida personal
Es bisnieto de Isidro Fabela Alfaro, político y diplomático mexicano.

## Trayectoria

### Club de Fútbol Indios
Empezó jugando con el club de su estado natal, Indios de Ciudad Juárez, donde jugó desde el Apertura 2008 en ese entonces en Primera División.

### Lobos de la BUAP
Fue traspasado al Lobos de la BUAP, donde fue titular y estuvo en varios partidos en la Liga de Ascenso.

### Chiapas Fútbol Club
Hace su regreso a Liga MX con el Chiapas Fútbol Club. Con los jaguares jamás se pudo consolidar como titular, por lo que alternó con varios arqueros el puesto.

### Club América
En diciembre de 2016, Ricardo La Volpe, entrenador en ese momento del América, anunció la llegada del jugador para el Clausura 2017, tras la salida de los arqueros Hugo González Durán y Moisés Muñoz.
Debutó con el América, en la Liga MX, hasta el 3 de agosto de 2019 ante el Club Tijuana debido a la salida del portero Agustín Marchesín al fútbol europeo, obteniendo así la titularidad del cuadro azulcrema en liga desde su llegada al América en 2016.
Tuvo un segundo encuentro como titular ante Deportivo Toluca Fútbol Club. Logró la primera portería en cero desde su llegada a "El Nido" en Liga MX.

### Club León
El día 21 de junio se haría oficial su traspaso a modo de préstamo al conjunto esmeralda.

## Palmarés

### Campeonatos nacionales
| Título               | Club    | País   | Año  |
| -------------------- | ------- | ------ | ---- |
| Liga MX              | América | México | 2018 |
| Copa MX              | América | México | 2019 |
| Campeón de Campeones | América | México | 2019 |
| Liga MX              | América | México | 2023 |
| Liga MX              | América | México | 2024 |
| Campeón de Campeones | América | México | 2024 |